# Sambir
Sambir (ukrainska: Самбір uttal (fil); ryska: Самбор, Sambor; polska: Sambor; tyska: Sombor), är en stad i Lviv oblast i västra Ukraina. Sambir, som för första gången nämns i ett dokument från år 1199, har omkring 34 000 invånare (2022).